# 政岡
政岡（まさおか）は、日本の江戸時代に作られた歌舞伎・浄瑠璃作品『伽羅先代萩』の主要登場人物である。伊達騒動に擬せられた劇中で、幼い主君の乳母として仕え、わが子の命を犠牲にして幼君の謀殺を阻止する。同じ題材をとりあげた小説など様々な作品に登場し、名は浅岡などにも作る。架空の人だが実在の人物にモデルを探す試みもあり、有名なものに三沢初子と白河義実の妻の2説がある。

## 作品中の政岡
伊達騒動を題材とする作品の中でもっとも有名な『伽羅先代萩』（めいぼくせんだいはぎ）は、奈河亀輔の作、安永6年（1777年）4月に大坂で上演された。ここから派生した今日伝わる浄瑠璃の定本は、天明5年（1785年）正月に江戸で上演された。さらにこの一部をとり、別系統の作品と組み合わせて、現在の歌舞伎の伽羅先代萩が完成した。
最初の先代萩は鎌倉時代にも陸奥国を治め続けたという設定の奥州藤原氏、後の先代萩は室町時代の細川勝元・山名宗全の対立を舞台に、お家乗っ取りをたくらむ家臣と、主君を守ろうとする忠臣たちの暗闘を描く。伊達騒動を扱った作品はこの前にもあるが、そちらは主に高尾太夫の吊るし斬りを中心にしたもので、幼君をめぐる陰謀劇を初めてとりあげたのは『伽羅先代萩』である。その中の非常に重要な見せ場が、政岡とその子千松が阻止する毒殺未遂事件である。
その筋書きは以下のようになる。政岡の局は脇谷帯刀（伊達安芸）の妹、幼君鶴喜代丸（亀千代）の乳母で、実子の千松とともに主君を育てていた。食事に毒を盛られることを恐れた政岡は、主君の前で手ずから調理して鶴喜代丸に食べさせていた。そこに訪れた八汐が毒入りの菓子を贈り物として差し出した。毒見役の千松はその菓子の一つを食べ、残りを蹴飛ばした。苦しみ出した千松を、八汐は千松の無礼をとがめると言って懐中の刀で殺し、毒害の証拠をなくした。政岡は心中の苦しみを押し隠し、わが子を助けようともせず、幼い主君のそばについて守り通した。人名は作品により異なり、政岡も浅岡、月岡、浅香など様々に書かれる。
主君の子のためにわが子を殺す話は平安時代からいくつか類話があり、義理と人情の板ばさみは、江戸時代の文学・演劇の主要テーマである。政岡の人気が高かったのは江戸時代中期から20世紀半ばまで、忠義が徳目として重んじられた時代にあたり、政岡は「烈婦」「節婦」などとと賞賛された。戦後の水戸黄門のような他作品でも政岡を脇役として配することがあった。
明治時代まで、歌舞伎の有名登場人物は、庶民層まで含んだ日本人が皆心得ている文化的教養・常識に属しており、政岡も忠義の女性の類型・典型として知られていた。だが20世紀の後半になるとわが子を犠牲にするような忠義は人々の理想とされなくなり、政岡を知らない人も多くなった。

## 政岡のモデル
『伽羅先代萩』の主要な登場人物にはそれぞれ実在のモデルがあり、多くは名前を似せるなどしてそれとわかるような書き方になっている。しかし政岡についてははっきりしない。架空の人物とする説と、実在の人物がモデルとしてあるという説があり、モデルには複数の候補がある。
明治時代に伊達騒動に関する最初の研究書『伊達騒動実録』を著した大槻文彦は、政岡、千松を架空の人とした。20世紀の平重道も、政岡を架空の人物としつつ、お家乗っ取りの陰謀ではなく家臣間の権力闘争と規定しなおした。以来歴史学では架空説が定着している。

### 三沢初子
三沢初子は、隠居させられた先君伊達綱宗の側室で、幼君亀千代（綱村）の生母である。彼女が綱村を守り育てたことが政岡の話につながったとする説である。乳母ではなく生母であること、初子は品川屋敷に逼塞中の綱宗のそばにあって2人の子を生んでおり、同じ江戸でも愛宕下の仙台藩上屋敷にいた亀千代とは別居していたことが、創作上の政岡との違いである。
とはいえ全国的には初子をモデルとする説が知られており、仙台の孝勝寺と東京の正覚寺にある初子の墓は、20世紀中葉まで参拝者が絶えない名所であった。正覚寺には、伊達騒動を演じる際に関係者がそろって参拝するのを例とした。国土地理院発行の地形図に、「政岡の墓」（北緯38度15分27.9秒 東経140度53分36.4秒 / 北緯38.257750度 東経140.893444度）と記載されているのは孝勝寺のものである。仙台では明治41年（1908年）に政岡豆という豆菓子が売り出され、著名な仙台銘菓であった。仙台市街自動車（仙台市営バスの前身）は、1930年（昭和5年）に市内遊覧バス（定期観光バス）を運行し、政岡の墓を遊覧コースの停車する名所としていた。戦後は、仙台市営バスによる定期観光バスが運行されており、政岡の墓を停車していたが、1970年代頃から停車することがなくなっている。

### 白河義実の妻
これと別に、家臣の白河氏の周辺では、政岡は白河家の人だと伝えられていた。研究者として初めてこれをとりあげたのは金徳淳で、様々な状況証拠から白河義実の妻が政岡にあたるとする説を唱えた。作中の名の政岡は、白河家の所領である真坂に似せて作ったもの。『実録先代萩』は松千代の父を白河頼母（たのも）と語り、白河主膳（とのも）を名乗った白河義実と似る。子の幼名が松千代で劇中の千松と似る。藩主と血縁関係がない白河氏が、事件後に一門という仙台藩の家格の中で最高の家格に取り立てられた。創作中で言及される水差しにあたるものとして、白河家には綱村から拝領した水差しが伝わる。事件後、三沢家など関係者の家と白河家の間に複数の縁組ができた。ただし、この人が綱村の乳母なり養育係なりになったことを示す史料はない。また、松千代は長じて白河氏を継ぎ、77歳の長寿をまっとうした。
金徳淳は仙台市史編纂課の嘱託として仙台市に勤めていたが、仙台の観光に不利になる説を唱えたせいで解雇されてしまった。白河家の地元一迫町（現在は合併して栗原市の一部）は金の説を歓迎し、真山にあった白河義実夫人の墓を地元の龍雲寺に改葬し、霊廟を建てた。真坂で昭和の初めに作られた『真坂小唄』は、「まこと政岡育ての親よ　三沢初子は生みの親」と唄って対抗した。地元では1928年（昭和3年）から毎年4月に「政岡まつり」を行い、2018年（平成30年）で第64回になった。

### 鳥羽
鳥羽は、寛文6年（1666年）に河野道円父子が理由不明で死罪になったとき、家臣の大条茂頼預かりの処分を受けた奥方女中である。鳥羽は大条家で厚遇され、延宝元年（1673年）に許され、3年に再び綱村に召し出された。道円の罪は公式には不明とされたが、亀千代の毒殺未遂と伝える諸書がある。